# Аполлон номион
Аполло́н номион или номион (лат. Parnassius nomion) — дневная бабочка семейства Парусники (Papilionidae).

## Описание
Длина переднего крыла 28—44 мм. Размах крыльев 70—90 мм. Самки крупнее самцов. Окраска крыльев белая (у самок — желтоватая), их вершины прозрачные. Нижние крылья закруглены. Бахромка на крыльях пёстрая. Крылья смок с напылением тёмных и серых чешуек. Наружный край крыльев округлый. На передних крыльях имеются красные либо оранжевые пятна с черными ободками. На задних крыльях крупные красные пятна с чёрным окаймлением. На задних крыльях имеется перевязь, образованная треугольными пятнами. Жилки R1 не ветвятся; жилки R2 и R3 сливаются в одну, а R4, R5 и М1 имеют общий ствол. К костальному краю переднего крыла выходят одна жилка (R1); R2+R3 выходят к вершине, а R4 и R5 — к внешнему краю. Усики пёстрые вследствие чередования светло-серых и чёрных колец. Глаза гладкие, крупные, снабжённые маленькими бугорками, на которых сидят короткие щетинки.

## Ареал
Россия (юг Хабаровского края, Еврейский автономный округ, Приморский край, Южная Сибирь, Алтай, южное Забайкалье, Читинская область), Корейский полуостров, Северо-восточный и Центральный Китай, Монголия, Корея.

## Биология
Время лёта — конец июня — середина августа. Населяет участки луговой степи и остепнённые разнотравные луга. Бабочки ведут исключительно дневной образ жизни и активны только в солнечную погоду. Нуждаясь в дополнительном питании, бабочки аполлона номиона охотно посещают различные травянистые цветущие растения. В целом, их полёт продолжительный, стремительный, часто парящий. Для самок характерно наличие на нижней стороне брюшка роговидного придатка (сфрагис), образующегося после сппаривания. Кормовое растение гусениц — род Sedum.

## Подвиды
- Parnassius nomion nomion
- Parnassius nomion aurora O. Bang-Haas, 1933
- Parnassius nomion dis Grum-Grshimailo, 1890[5]
- Parnassius nomion gabrieli Bryk
- Parnassius nomion korshunovi Kreuzberg & Pljushch, 1992
- Parnassius nomion mandschuriae Oberthür, 1891
- Parnassius nomion minschani Bryk-Eisne
- Parnassius nomion nominulus Staudinger, 1895
- Parnassius nomion nomius Grum-Grshimailo, 1891[6]
- Parnassius nomion oberthuerianus Bryk
- Parnassius nomion richthofeni Bang-Haas
- Parnassius nomion shansiensis Eisner
- Parnassius nomion theagenes Fruhstorfer
- Parnassius nomion tsinlingensis Bryk & Eisner